# Скрипченко, Лев Михайлович
Лев Михайлович Скрипченко (1903, Моздок, Терская область — не ранее 1975, Судак, Крымская область) — советский журналист и партийный деятель. Главный редактор газеты «Красный Крым». Репрессирован в 1949 году по Ленинградскому делу. Реабилитирован в 1955 году. Главный редактор газет «Правда Севера», «Калининградская правда».

## Биография
Родился в 1903 году в Моздоке. Отец, красный командир, погиб в 1920 году, мать умерла от тифа в 1921 году. К тому времени Лев, окончив школу, учился на мелиоратора. Осиротев был вынужден оставить учёбу. Трудился на стройках Батуми и Баку, на промыслах «Азовнефть». Вступив в ВЛКСМ, а затем в ВКП(б), заведовал рабочим клубом, участвовал в компании по борьбе с неграмотностью.

### Карьера в журналистике
В 1930 поступил, в 1933 году окончил Всесоюзный коммунистический институт журналистики. Был направлен корреспондентом в Омскую область, через три года стал заместителем ответственного редактора «Омской правды».
1 сентября 1937-го в газете «Правда» вышла его статья «Воспитать молодые журналистские кадры». Статья готовила почву для последующих репрессий в редакции. «Редакция „Омской правды“ за 3 истекших года не выдвинула ни одного рабкора или селькора из рабочих, колхозников и интеллигентов. Один халтурщик сменял другого, жулик уступал место проходимцу, но молодых не пускали. Бывший редактор „Омской правды“ Иосиф Шацкий отовсюду стягивал в редакцию людей разложившихся, опороченных, людей антисоветских, с тёмным прошлым. Омский обком и его секретарь Дмитрий Булатов предоставили Шацкому свободу действий».
Как пишет журналист «Омской правды» Светлана Васильева, все основные факты искажены: рабкоров воспитывали, в жульничестве никто из сотрудников не был замечен. Основной целью был секретарь обкома. Репрессировали и редактора, разогнали ведущих журналистов. Сам Скрипниченко на тот момент уже не работал в газете, был лектором Омского обкома ВКП(б), завсектором пропаганды.
В конце мая 1944-го «заданием ЦК» был направлен в только что освобождённый Крым, «с большим желанием готов работать в Крымской партийной организации над восстановлением полуострова после немецкой оккупации». Ответственным редактором газеты «Красного Крыма» стал в июле 1944 года, сменив фронтовика-партизана Е. П. Степанова. В бытность Скрипниченко на посту редакция пополнилась вернувшимися фронтовиками, появились литературные «среды», консультационные «четверги» для редакторов районных и стенных газет. Тираж газеты вырос до 40 тысяч экземпляров.
В 1947 году в «Правде» критическую статью писали уже о Скрипниченко и о «Красном Крыме», он разбирался на пленуме обкома ВКП(б). В характеристике, выданной первым секретарём Крымского обкома Н. В. Соловьёвым: «После решения ЦК и пленума обкома товарищ Скрипченко добился устранения многих недостатков. В газете расширилась и улучшилась союзная информация, чаще стала освещаться работа первичных партийных организаций. Шире отражается жизнь переселенцев, смелее критикуются недостатки, оперативно передаётся опыт ударных коллективов. Чаще стали на страницах газеты выступать руководящие работники области и внештатные корреспонденты. Но предстоит ещё много сделать, чтобы вывести газету в число передовых. Скрипченко следует преодолеть собственные недостатки: разбросанность в работе, практику перекладывания некоторых редакционных вопросов на замов, нормализовать слаженную работу коллектива. В целом Скрипченко Л. М. делу партии Ленина-Сталина предан, идеологически выдержан, газетное дело знает хорошо. С помощью обкома ВКП(б) с работой редактора областной газеты справится».

### Репрессии по Ленинградскому делу
После начала Ленинградского дела в августе 1949 года первый секретарь Крымского обкома Н. В. Соловьёв, бывший до назначения в 1946 году в Крым председателем Ленинградского облисполкома, был арестован, в ходе следствия подвергался мерам физического воздействия. Сразу после него в августе были арестованы несколько секретарей Крымского обкома, заместитель командующего Черноморским флотом по политической части П. Т. Бондаренко, а к декабрю и второй секретарь обкома В. И. Никаноров.
В это же время в поле зрения следствия попал и ответственный редактор «Красного Крыма»: «участь Соловьёва должен разделить его подхалим и угодник Скрипченко». В его деле кандидат исторических наук Нинель Козлова обнаружила справку: «В редакции нашли тёплое место т. н. „журналисты“, которые работали в оккупированном Симферополе и сотрудничали с немцами, в редакции много евреев, с подачи Скрипченко газета прославляла любимчиков Соловьёва (Егудин, Каповский, Булаев и др.). Редактор оторвался от коллектива, не чистосердечен с коллегами».
Л. М. Скрипченко был выведен из состава обкома, исключён из ВКП(б), арестован. Приговорён к 15 годам в исправительно-трудовом лагере, с лишением прав на пять лет с конфискацией имущества. Место отбытия наказания Коми АССР. Отбыл часть срока. В 1955 году Военная коллегия Верховного суда СССР закрыла дело за отсутствием состава преступления, бывшего редактора «Красного Крыма» полностью реабилитировали.
Жену и 22-летнюю дочь, обвинив в «пособничестве», сослали в Казахстан. Двое несовершеннолетних сыновей оказались в детдоме.

### Во главе периодических изданий
После реабилитации и восстановления в партии сначала работал заместителем редактора «Ульяновской правды», затем — редактором газеты «Правда Севера» в Архангельске с 1956 по 1960 год. В Архангельске был награждён орденом «Знак Почёта».
28 января 1960 года был командирован ЦК КПСС в Калининград, стал третьим за историю издания редактором «Калининградской правды». 4 мая 1962 года был освобождён от должности в связи с уходом на пенсию.
Переехал в Крым, проживал в Судаке. Умер в середине 1970-х.

## Награды
- орден «Знак Почёта» (1958)
- медаль «За доблестный труд в ВОВ»
- медаль "Медаль «За победу над Германией в Великой Отечественной войне 1941—1945 гг.» (1945)[2]